# 스벤 롤
스벤 롤(독일어: Sven Loll, 1964년 4월 4일~)은 독일의 은퇴한 유도 선수이다. 동독과 독일 국가대표로 활동했으며 1988년 하계 올림픽에서 남자 라이트급 은메달을 획득했다.